# Malaysia International 2013
Die Malaysia International 2013 im Badminton fanden vom 12. bis zum 17. November 2013 in Kuching statt.

## Sieger und Platzierte
| Disziplin    | Gold                                     | Silber                               | Bronze                                              |
| ------------ | ---------------------------------------- | ------------------------------------ | --------------------------------------------------- |
| Herreneinzel | Arif Abdul Latif                         | Ivanudin Rifan Fauzin                | Derek Wong Zi Liang                                 |
| Herreneinzel | Arif Abdul Latif                         | Ivanudin Rifan Fauzin                | Ashton Chen Yong Zhao                               |
| Dameneinzel  | Hsu Ya-ching                             | Pai Yu-po                            | Lee Chia-hsin                                       |
| Dameneinzel  | Hsu Ya-ching                             | Pai Yu-po                            | Hung Shih-han                                       |
| Herrendoppel | Selvanus Geh Alfian Eko Prasetya         | Chooi Kah Ming Teo Ee Yi             | Lim Khim Wah Ow Yao Han                             |
| Herrendoppel | Selvanus Geh Alfian Eko Prasetya         | Chooi Kah Ming Teo Ee Yi             | Lu Ching-yao Mak Hee Chun                           |
| Damendoppel  | Asumi Kugo Yui Miyauchi                  | Amelia Alicia Anscelly Soong Fie Cho | Yuki Fukushima Sayaka Hirota                        |
| Damendoppel  | Asumi Kugo Yui Miyauchi                  | Amelia Alicia Anscelly Soong Fie Cho | Chow Mei Kuan Shevon Jemie Lai                      |
| Mixed        | Alfian Eko Prasetya Shendy Puspa Irawati | Wang Chi-lin Wu Ti-jung              | Ong Jian Guo Lim Yin Loo                            |
| Mixed        | Alfian Eko Prasetya Shendy Puspa Irawati | Wang Chi-lin Wu Ti-jung              | Mohd Lutfi Zaim Abdul Khalid Amelia Alicia Anscelly |